# Himmelstalunds bandybana
Himmelstalunds bandybana kallas även "Himpa", och öppnades 1977. Här har det spelas landskamper i bandy, 1978 mellan Sverige och Sovjetunionen (sovjetisk seger, 6–3)  och 1998 mellan Sverige och Ryssland (3–3) . O-ringen har haft sin start om målgång på planen. Bandybanan ligger på området Himmelstalund södra som främst används för att utöva ett antal idrotter, bland annat basket, ishockey, handboll, friidrott och fotboll.
Det finns planer på att bygga en bandyhall på planens nuvarande läge, men Norrköpings kommun har skjutit upp planerna på hallen tills vidare.

### Fotnoter
1. ↑  Svenska Bandyförbundet - Landslagsstatistik herrar: Sverige A-Sovjet A
2. ↑  Svenska Bandyförbundet - Landslagsstatistik herrar: Sverige A-Ryssland A
3. ↑  Norrköpings tidningar 31 mars 2010 - Bandyhall läggs på is